# Das Waisenhauskind
Das Waisenhauskind ist ein 1916 gedrehtes, deutsches Stummfilmmelodram mit Asta Nielsen, das erst zum Jahresbeginn 1918 in den deutschen Kinos anlief.

## Handlung
Esther wächst im Waisenhaus auf. Dort wird das Kind, das unbedingt einmal Schauspielerin werden will, schlecht behandelt. Eines Tags mag sie nicht mehr und büxt aus. Der Arzt Dr. Hoff nimmt das junge Mädchen bei sich auf. Esther bleibt dort fünf Jahre, dann verlässt sie auch diese Heimstatt, da Dr. Hoff nicht ihrem Wunsch entsprechen will, sie ans Theater gehen zu lassen. Im kunstsinnigeren Dichter Hugo Mayerling findet Esther einen Wesensverwandten und wird dessen Sekretärin. Bei den Theateraufführungen seiner Stücke sorgt er dafür, dass Esther die jeweiligen Hauptrollen bekommt. Aus Respekt und Zuneigung wird schließlich Liebe, und beide heiraten.

## Produktionsnotizen
Das Waisenhauskind war neben Das Eskimobaby, Dora Brandes, Die Rose der Wildnis, Die Börsenkönigin, Der erste Patient, Im Lebenswirbel und Das Liebes-ABC einer von acht Filmen, die Asta Nielsen im Sommer 1916 für den Verleih Neutral-Film unter einfachsten Bedingungen drehte. Nielsen finanzierte Das Waisenhauskind sowie die weiteren Filme selbst, die Dreharbeiten fanden im von ihr angemieteten Union-Atelier in Tempelhof statt. Nach Fertigstellung von Dora Brandes und Das Liebes-ABC kam es zu Zahlungsdifferenzen, sodass Nielsen nach eigener Aussage die Zusammenarbeit mit der Filmgesellschaft gerichtlich löste und die gedrehten, aber noch nicht fertiggestellten Negative an eine andere Filmgesellschaft verkaufte. Diese war dabei laut Vertrag zur Versicherung der Negative verpflichtet, wobei die Versicherungskosten bei eventuellem Schaden an Nielsen ausgezahlt werden sollten. Tatsächlich wurden sämtliche sechs Originalnegative der Filme kurze Zeit nach der Uraufführung beim Brand einer Kopieranstalt vernichtet. Die Verleihfirma beanspruchte das Geld der Versicherung jedoch für sich. Der sich anschließende Gerichtsprozess zwischen der Firma und Asta Nielsen wurde erst 1922 zu Nielsens Gunsten entschieden, als die Versicherungssumme durch die Inflation bereits wertlos geworden war.
Das Waisenhauskind passierte die deutsche Filmzensur im Juni 1917 und wurde wohl noch im selben Monat im Marmorhaus uraufgeführt. Der Dreiakter lief jedoch bereits im Jahr zuvor, am 3. Oktober 1916, in Wien an. Diese österreichische Fassung besaß eine Länge von etwa 1400 Metern.
Carl Ferdinand Fischer (1889–1957) war ein dänischer Kameramann, der speziell für Nielsens 1916er Produktionen nach Berlin geholt wurde.

## Kritik
In Paimann’s Filmlisten ist zu lesen: „Stoff einfach, schlicht aber die Photos und Szenerie sehr gut, Spiel prima.“